# Собор всех преподобных
Собо́р всех преподо́бных отцо́в, в по́двиге просия́вших — переходящий праздник Православной церкви, совершаемый в субботу сырной седмицы. Это единственный день в году, когда соборно совершается память всем святым преподобным.

Согласно Синаксарю, 
в этот день мы совершаем память всех преподобных, мужей и жен, просиявших в посте, ибо богоносные отцы, постепенно наставив нас предварительными праздниками, заранее подготовив к поприщу (поста), отвратив от сытости и сладости, устрашив будущим Судом, предочистив как следует сырною седмицею, уместно установили посреди неё и два дня (по чину) поста, чтобы понемногу приучить нас к нему.
Память всех преподобных в Православной церкви совершается в преддверии Великого поста, так как «житие постническое» является синонимом монашества, и эта монашеская добродетель должна служить примером для верующих.
Богослужение Собору совершается по Триоди, служба с великим славословием. На утрени Собору всех преподобных положен особый канон, написанный преподобным Феодором Студитом, в котором в алфавитном порядке перечисляются преподобные отцы и жёны древности.